# Increíble
Increíble is een single van de Nederlandse zanger Rolf Sanchez en dj-trio Kris Kross Amsterdam uit 2021. Het stond in 2022 als zevende track op het album Mi viaje van Sanchez.

## Achtergrond
Increíble is geschreven door Sophia Ayana, Andy Clay, Bas van Daalen, Benny Crabbe, Joren van der Voort, Kris Kross Amsterdam, Paul Sinha, Rolf Sanchez en Kevin Schaap en geproduceerd door Kris Kross Amsterdam. Het is nummer uit het genre pop gezongen in zowel Nederlands als Spaans, vergelijkbaar met eerdere hit van Sanchez. Het is een nummer waarin wordt gezongen over een ongelofelijke vrouw, waar de liedverteller graag mee wil zijn. Het is de eerste keer dan Sanchez en Kris Kross Amsterdam met elkaar samenwerking. De samenwerking was al in maart 2020 tot stand gekomen in de Cruise Control Recording Studio's in Amsterdam. In juli 2021 bracht Sanchez ook een Spaans-Engelse versie van het lied uit.

## Hitnoteringen
De artiesten hadden succes met het lied in de Nederlandse hitlijsten. In de Top 40 kwam het tot de 32e plaats en stond het vijf weken genoteerd. De piekpositie in de Single Top 100 was de 63e plek in de zeven weken dat het in de lijst stond.